# Венедикт (Миовский)
Епископ Венедикт (англ. Bishop Benedict, в миру Бранко Миовский, макед. Бранко Миовски; род. 28 августа 1989, Македония) — архиерей Церкви ИПХ Америки (Синод Хризостома), епископ Асторийский (с 2024), викарий Американской архиепископии.

## Биография
Родился 28 августа 1989 года в Северной Македонии. Вырос в Скопье, где с четырнадцати лет приобщился к активной церковной жизни.
В 2014 году окончил семинарию святого Климента Охридского в Скопье и по благословению архиепископа Афинского Каллиника (Сарандопулоса) поступил в монастырь преподобного Феодора Студита в Аттике. В 2015 году был пострижен в рясофорные монахи и на праздник великомученика Георгия Победоносца архиепископом Каллиником был рукоположен во иеродиакона.
В 2017 году по благословению архиепископа Афинского Каллиника переехал в США в братство монастыря святого Иоанна Шанхайского. 8 декабря 2018 года митрополитом Американским Димитрием (Кириаку) был хиротонисан во иеромонаха.
28 февраля 2024 года Священный синод Церкви ИПХ Америки избрал «епископом Асторийским», викарием Американской митрополии.
14 марта 2024 года в монастыре Архангелов в Афикии, Коринф, был рукоположен в сан епископа Асторийского, викария Американской митрополии. Хиротонию совершили: архиепископ Афинский и всея Эллады Каллиник (Сарандопулос), митрополит Пирейский и Саламинский Геронтий (Лударос), епископ Талантийский Каллиник (Илиопулос) и другие иерархи.